# Am Kriegermal 34

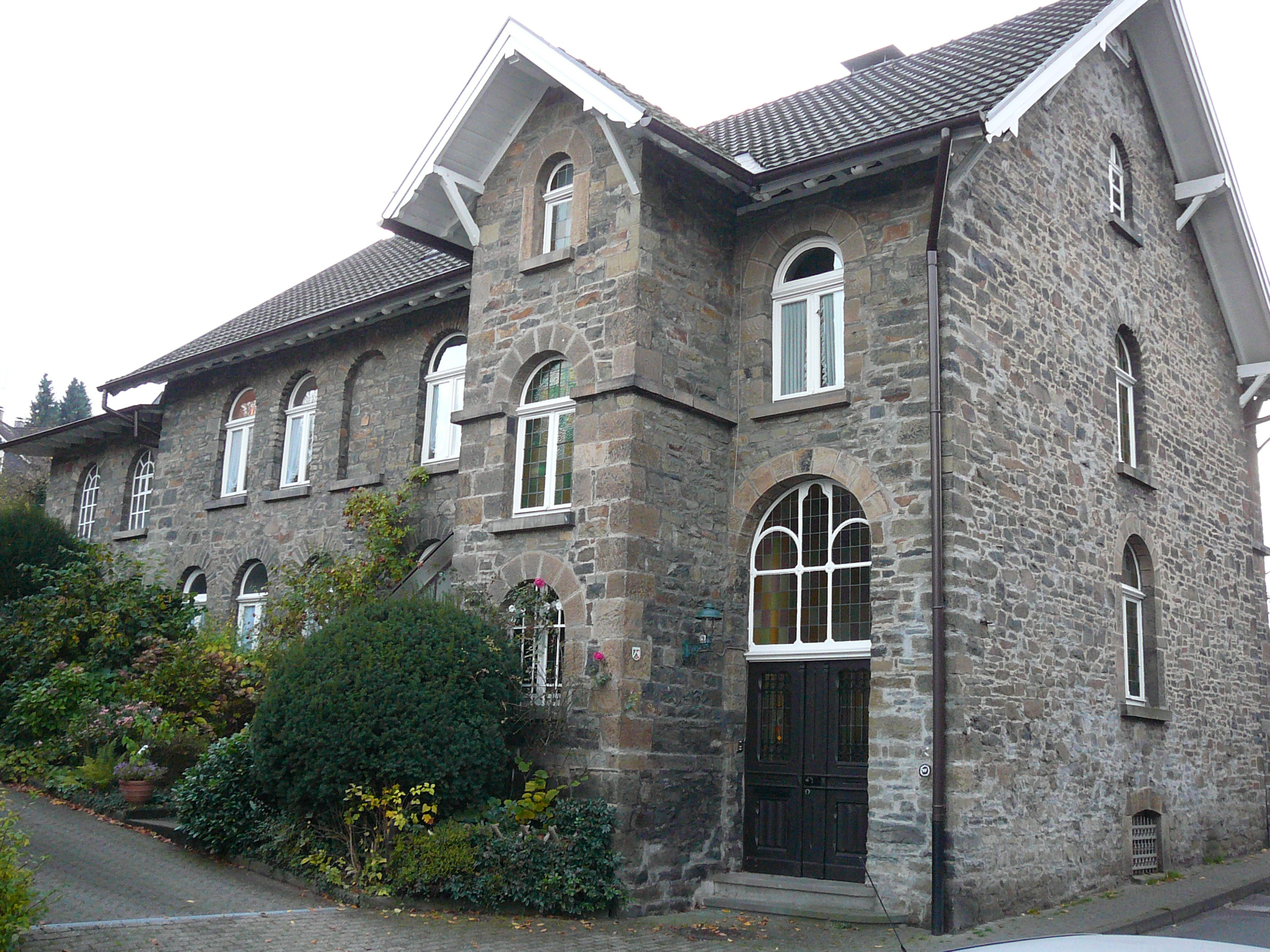
Das denkmalgeschützte Haus Am Kriegermal 34.

Das Objekt Am Kriegermal 34 ist ein denkmalgeschütztes Gebäude, das als Mühle im Wuppertaler Ortsteil Beyenburg errichtet wurde. Es gehört zu den ältesten Gebäuden im Ortsteil, die außerhalb des ursprünglichen Siedlungskerns auf dem Beyenberg am Kloster Steinhaus errichtet wurden. Am 22. April 1993 wurde es als Baudenkmal anerkannt.
Das zweigeschossige Gebäude aus Bruchsteinen ist mit einem vorkragenden Satteldach ausgestattet. Anhand von historischen Karten ist als Baujahr vor 1867 anzunehmen. Am Ende des 19. Jahrhunderts wurde es zu einem Wohnhaus umgebaut und 1912 erweitert.